# Hypsioma robusta
Hypsioma robusta är en skalbaggsart som beskrevs av Dillon 1945. Hypsioma robusta ingår i släktet Hypsioma och familjen långhorningar. Inga underarter finns listade i Catalogue of Life.